# Лапин, Борис Аркадьевич
Бори́с Арка́дьевич Ла́пин (10 августа 1921, Харьков, УССР — 30 апреля 2020, Сочи, Россия) — доктор медицинских наук, профессор, действительный член РАМН (1992; с 1974 — академик АМН СССР, с 2013 — Российской академии наук), член Леопольдины (1966).

## Биография
Борис Лапин родился в Харькове  10 августа 1921 года.
Участник Великой Отечественной войны. Воевал на Северо-Западном, Северо-Кавказском, Сталинградском и Воронежском фронта. Гвардии лейтенант.
С 1958 — руководитель Института экспериментальной патологии и терапии АМН СССР (Сухуми), затем директор НИИ медицинской приматологии РАМН, заведующий лабораторией патологической анатомии.
С 2013 г. — научный руководитель НИИ МП РАМН. За разработку спутниковых программ удостоен знаками Ю. А. Гагарина, С. П. Королёва. Автор свыше 700 научных публикаций в российской и зарубежной литературе, в том числе 8 монографий.
Увлекался собиранием четок и минералов.
Умер 30 апреля 2020 года от инфаркта. Похоронен на Донском кладбище.

## Семья
Мать — Фаина Борисовна Лапина (1893—1975). Отец — биолог Аркадий Юльевич Лапин (1892—1938), заместитель директора харьковского Института гигиены труда и профессиональных заболеваний, был арестован и умер под следствием. Супруга — Лелита Андреевна Яковлева (род. 1926), профессор. Дочь — Елена Борисовна Лапина (1945—1996), кандидат биологических наук. Сын — Аркадий Борисович Лапин (род. 1950), кандидат физико-математических наук.

## Награды, премии, почётные звания
- Лауреат премии по вирусологии АМН СССР
- Лауреат премии Правительства Российской Федерации в области науки и техники (1996; в составе коллектива) за работу «Основные результаты биологических и физиологических исследований в полётах космических аппаратов БИОН (1973—1993) и их использование в теории и практике космических исследований»[8]
- Лауреат Государственной премии Российской Федерации в области науки и техники (2002; в составе коллектива) за цикл работ «Роль вирусов в возникновении злокачественных лимфом приматов и пути горизонтального распространения вирусов и заболевания»[9]
- Орден Отечественной войны II степени (1946)[10]
- Орден Отечественной войны I степени (1985)[11]
- Орден «За заслуги перед Отечеством» III степени (1996)[12]
- Орден Почёта (2002)[13]
- Заслуженный деятель науки Грузинской ССР (1973)[5]
- Золотая медаль имени И. В. Давыдовского РАН (2017) — за серию работ по теме: «Использование приматов в медико-биологических исследованиях»[14]
- Почётный гражданин Сочи (1996)

## Память
- Улица в Весёлом (Сочи)[15]